# Korçë
Korçë (em albanês: Korçë ou Korça; em grego: Κορυτσά [Korytsá]; em italiano: Corizza) é uma importante cidade e município (em albanês:  bashkia) no sudeste da Albânia, situada próxima à fronteira com a Grécia. Tinha uma população estimada em 86 mil habitantes em 2007, tornando-a a 5a cidade do país em população. Korçë é a capital do distrito de Korçë e da prefeitura de Korçë.
Korçë foi fundada por volta de 1280, quando sua existência foi pela primeira vez registrada, com o nome de Goritza, mas foi destruída em 1440 pelo Império Otomano, então em expansão. Foi posteriormente reconstruída ainda no século XV e desenvolveu-se como um importante centro comercial em uma região predominantemente agrícola da Albânia. Durante vários anos, a cidade rivalizou com um assentamento valáquio vizinho chamado Voskopojë, o qual foi destruído posteriormente em uma guerra, durante o século XVIII.
A cidade e a região vizinha têm uma importante comunidade grega e aromena. Possui também uma pequena população de eslavos da Macedônia do Norte. Em 1805, o viajante francês François Pouqueville constatou que 2/3 da população total (de aproximadamente 1300 famílias) era de gregos ortodoxos. A população grega local alcançou um notável grau de autonomia em 1862.

## Personalidades de destaque
- Koçi Bei